# 廣木一人
廣木 一人（ひろき かずひと、1948年12月15日 -）は、日本の中世文学研究者。青山学院大学文学部日本文学科名誉教授。学位は、修士（文学）（青山学院大学）。
神奈川県横浜市生まれ。1972年、青山学院大学文学部フランス文学科卒業、同大学大学院文学研究科日本文学日本語専攻修士課程入学。1976年、同大学大学院文学研究科日本文学日本語専攻博士課程退学。1977年、日本女子大学付属高等学校教諭。1990年、青山学院大学文学部日本文学科講師。1993年同助教授、2002年同教授。2017年、同大学を定年退職。

## 受賞
- 2005年 - 文部科学大臣賞（芭蕉翁顕彰会主催「芭蕉祭」）
- 2005年 - 青山学院学術褒賞（学校法人青山学院）

## 著書
- 『連歌史試論』新典社研究叢書 2004
- 『連歌の心と会席』風間書房　2006
- 『連歌入門 ことばと心をつむぐ文芸』三弥井書店　2010
- 『連歌師という旅人 宗祇越後府中への旅』シリーズ日本の旅人　三弥井書店　2012
- 『室町の権力と連歌師宗祇』三弥井書店、2015
- 『連歌という文芸とその周辺　連歌・俳諧・和歌論』新典社、2018

### 共著編
- 『室町和歌への招待』林達也,鈴木健一共著　笠間書院　2007
- 『文芸会席作法書集 和歌・連歌・俳諧』松本麻子,山本啓介共編　風間書房　2008
- 『ギリシア劇と能の再生 声と身体の諸相』佐藤亨,中條忍,伊達直之,村田真一,堀真理子,外岡尚美共著　水声社　青山学院大学総合研究所叢書 2009
- 『連歌辞典』編　東京堂出版　2010
- 『福井久蔵和歌連歌著作選』全6巻 編・解説　クレス出版　2011
- 『歌枕辞典』編　東京堂出版　2013

### 校注
- 『連歌作品集 影印本』編　新典社 影印本シリーズ 1993
- 『新撰菟玖波集全釈』全8巻　奥田勲,岸田依子,宮脇真彦共編　三弥井書店　1999-2009